# Shanate
Shanate es una localidad del municipio de Larráinzar ubicado en la región de Los Altos del estado mexicano de Chiapas.

## Geografía
La localidad de Shanate se sitúa en las coordenadas geográficas 16°53′55″N 92°43′33″O / 16.898611, -92.725833, a una elevación de 1,849 metros sobre el nivel del mar.

## Demografía
Según el Censo de Población y Vivienda 2020, efectuado por el Instituto Nacional de Estadística y Geografía, la localidad de Shanate tiene 422 habitantes, de los cuales 212 son del sexo masculino y 210 del sexo femenino. Su tasa de fecundidad es de 3.09 hijos por mujer y tiene 91 viviendas particulares habitadas.
| Gráfica de evolución demográfica de Shanate entre 1921 y 2020 |
|                                                               |
| INEGI.                                                        |